# Districts congressionnels de l'Illinois
Depuis le recensement de 2010, l'État de l'Illinois dispose de dix-huit districts à la chambre des représentants des États-Unis.

## Districts congressionnels de l’Illinois

### Districts actuels
| District     | District | Population | Composition ethnique | Composition ethnique | Composition ethnique | Composition ethnique |
| District     | District | Population | Blancs               | Noirs                | Asiatiques           | Hispaniques          |
| ------------ | -------- | ---------- | -------------------- | -------------------- | -------------------- | -------------------- |
| Premier      |          | 712 813    | Minoritaires         | 52.40 %              | 2.12 %               | 7.35 %               |
| Deuxième     |          | 712 813    | Minoritaires         | 53.77 %              | 0.79 %               | 11.09 %              |
| Troisième    |          | 712 813    | Majoritaires         | 4.54 %               | 3.96 %               | 24.64 %              |
| Quatrième    |          | 712 813    | Minoritaires         | 4.05 %               | 3.31 %               | 65.92 %              |
| Cinquième    |          | 712 813    | Majoritaires         | 2.69 %               | 7.12 %               | 16.05 %              |
| Sixième      |          | 712 813    | Majoritaires         | 2.38 %               | 7.96 %               | 7.44 %               |
| Septième     |          | 712 812    | Minoritaires         | 50.28 %              | 6.91 %               | 11.44 %              |
| Huitième     |          | 712 812    | Majoritaires         | 4.20 %               | 12.26 %              | 22.14 %              |
| Neuvième     |          | 712 813    | Majoritaires         | 8.72 %               | 12.64 %              | 9.60 %               |
| Dixième      |          | 712 813    | Majoritaires         | 6.43 %               | 9.60 %               | 18.09 %              |
| Onzième      |          | 712 813    | Majoritaires         | 10.73 %              | 7.02 %               | 21.81 %              |
| Douzième     |          | 712 813    | Majoritaires         | 15.72 %              | 1.20 %               | 2.44 %               |
| Treizième    |          | 712 813    | Majoritaires         | 9.44 %               | 3.74 %               | 2.56 %               |
| Quatorzième  |          | 712 813    | Majoritaires         | 2.51 %               | 4.00 %               | 9.35 %               |
| Quinzième    |          | 712 813    | Majoritaires         | 3.97 %               | 0.62 %               | 1.87 %               |
| Seizième     |          | 712 813    | Majoritaires         | 3.25 %               | 1.51 %               | 6.55 %               |
| Dix-septième |          | 712 813    | Majoritaires         | 10.00 %              | 1.11 %               | 6.40 %               |
| Dix-huitième |          | 712 813    | Majoritaires         | 3.55 %               | 2.12 %               | 1.92 %               |

### Districts disparus
| Noms des districts                          | Création        | Suppression      |
| ------------------------------------------- | --------------- | ---------------- |
| Dix-neuvième de l'Illinois                  | 4 mars 1873     | 3 janvier 2013   |
| Vingtième de l'Illinois                     | 4 mars 1883     | 3 janvier 2003   |
| Vingt-et-unième de l'Illinois               | 4 mars 1895     | 3 janvier 1993   |
| Vingt-deuxième de l'Illinois                | 4 mars 1895     | 3 janvier 1993   |
| Vingt-troisième de l'Illinois               | 4 mars 1903     | 3 janvier 1983   |
| Vingt-quatrième de l'Illinois               | 4 mars 1903     | 3 janvier 1983   |
| Vingt-cinquième de l'Illinois               | 4 mars 1903     | 3 janvier 1963   |
| Vingt-sixième de l'Illinois                 | 3 janvier 1949  | 3 janvier 1953   |
| District unique de l’État de l'Illinois     |                 |                  |
| District unique du territoire de l'Illinois | 3 décembre 1812 | 30 novembre 1818 |